# Kevin Zegers
Kevin Joseph Zegers (født 19. september 1984 i Ontario, Canada) er canadisk skuespiller og model. Han begyndte som skuespiller i en alder af 6 år. 
I 1993 spillede han sammen Michael J. Fox i komedien Life With Mikey. Han medvirkede også TV-serien X-Files. Han var også med på Cannes Film Festival i 2006.

## Filmografi
- 1993:Life with Mikey
- 1994:Thicker Than Blood: The Larry McLinden Story
- 1995:In the Mouth of Madness
- 1995:The Silence of Adultery
- 1996:Specimen
- 1996:Murder on the Iditarod Trail
- 1997:Rose Hill
- 1997:Air Bud
- 1997:A Call to Remember
- 1998:Nico the Unicorn
- 1998:Shadow Builder
- 1998:Air Bud: Golden Receiver
- 1999:Treasure Island
- 1999:It Came from the Sky
- 1999:Four Days
- 1999:Komodo
- 2000:Air Bud: World Pup
- 2000:The Acting Class
- 2000:Time Share
- 2000:MVP: Most Valuable Primate
- 2001:Sex, Lies & Obsession
- 2002:Fear of the Dark
- 2002:Air Bud: Seventh Inning Fetch
- 2002:Virginia's Run
- 2003:Wrong Turn
- 2003:The Incredible Mrs. Ritchie
- 2004:Dawn of the Dead
- 2004:The Hollow
- 2004:Some Things That Stay
- 2005:Transamerica – Toby
- 2005:Felicity: An American Girl Adventure
- 2006:Zoom
- 2006:It's a Boy Girl Thing – Woody
- 2007:Gardens of the Night
- 2007:The Stone Angel
- 2007:Walk Two Moons
- 2007:The Jane Austen Book Club
- 2007:Normal
- 2007:Caitlin
- 2012:Titanic: Storhed og Fald tvserie
- 2013:The Mortal Instruments: Dæmonernes by